# Ablain-Saint-Nazaire
 Ablain-Saint-Nazaire  es una población y comuna francesa, en la región de Alta Francia, departamento de Paso de Calais, en el distrito de Lens y cantón de Bully-les-Mines.

## Demografía
| Gráfica de evolución demográfica de Ablain-Saint-Nazaire entre 2005 y 2018 |
|                                                                            |

Fuentes: INSEE.